# Детроит (Тексас)
Детроит (енгл. Detroit) град је у америчкој савезној држави Тексас. По попису становништва из 2010. у њему је живело 732 становника.

## Демографија
Према попису становништва из 2010. у граду је живело 732 становника, што је 44 (5,7%) становника мање него 2000. године.
| Група             | 2000.       | 2010.       |
| Белци             | 602 (77,6%) | 599 (81,8%) |
| Афроамериканци    | 128 (16,5%) | 85 (11,6%)  |
| Азијати           | 0 (0,0%)    | 0 (0,0%)    |
| Хиспаноамериканци | 20 (2,6%)   | 15 (2,0%)   |
| Укупно            | 776         | 732         |